# Lyon Capitale TV
 (mars 2023).
 (juillet 2019).
Si vous disposez d'ouvrages ou d'articles de référence ou si vous connaissez des sites web de qualité traitant du thème abordé ici, merci de compléter l'article en donnant les références utiles à sa vérifiabilité et en les liant à la section « Notes et références ».
Lyon Capitale TV (anciennement Lyon TV) est une chaîne de télévision locale française privée de l'agglomération lyonnaise.

## Histoire
Lyon TV est créée le 6 novembre 2006 par Olivier Attebi et Christian Peillon, et son lancement officiel a lieu le 8 décembre de la même année. Moins d'un an après son lancement et la construction de sa plateforme audiovisuelle, Lyon TV signe en octobre 2007 un accord avec Numericable pour une reprise de ses programmes sur le backbone National du câblo-opérateur.
En mars 2010, la firme Fiducial, propriétaire du magazine Lyon Capitale, acquiert la chaîne et sa filiale de production, Urbavista Productions. Lyon TV est rebaptisée Lyon Capitale TV et change de logo. En septembre 2011, Christelle Monteagudo, ancienne rédactrice en chef de TV Tours Val de Loire rejoint Lyon Capitale TV. La deuxième chaîne de télévision lyonnaise se structure et met à l'antenne de nouvelles émissions.

## Diffusion
Lyon Capitale TV est diffusée sur le câble local (Numericable : canal 95 ou canal 96) à Lyon et dans toutes les communes de l'est-lyonnais. La chaîne lyonnaise est également diffusée sur la Bbox Fibre : (canal 439) et sur la Freebox de Free : (canal 912), ainsi que sur le site Internet de Lyon Capitale

## Organisation
- Perrine Robert (Responsable des programmes).
- Éric Jouve (Responsable Infographie).

### Dirigeants
- Jean-Claude Carquillat (Fiducial Médias).
- Olivier Attebi (Directeur Lyon Capitale TV / Urbavista).

## Programmes
Lyon Capitale TV diffuse de nombreux documentaires et reportages sur la ville de Lyon et ses environs.

### Émissions
- 6 minutes chrono, talk quotidien sur l'actualité économique, politique, sociale, culturelle, sportive et gastronomique lyonnaise, présentée par les journalistes de la rédaction de Lyon Capitale[2].
- Tant qu'il y aura des Gones, une émission hebdomadaire consacrée à l'Olympique lyonnais présentée par Razik Brikh et son consultant l'ancien gardien Nicolas Puydebois.
- Premières Loges, une émission culturelle présentée par Vincent Raymond.
- Avis d’entreprendre, une émission économique présentée par Jérôme Brisbourg.

### Séries
- La Série G
- Potes 7
- Weirdman

## Diffusion
Lyon Capitale TV est diffusée sur Numericable (canal 95 ou 96) à Lyon et dans toutes les communes de l'est-lyonnais. La chaîne lyonnaise est également diffusée sur la Bbox Fibre : (canal 439)